# Ostorhinchus
Ostorhinchus es un género de peces de la familia Apogonidae, del orden Perciformes. Este género marino fue descrito científicamente por Bernard de Lacépède en 1802.

## Especies
Especies reconocidas del género:
- Ostorhinchus angustatus (H. M. Smith & Radcliffe, 1911)
- Ostorhinchus aphanes T. H. Fraser, 2012 [3]
- Ostorhinchus apogonoides (Bleeker, 1856)
- Ostorhinchus aroubiensis (Hombron & Jacquinot, 1853)
- Ostorhinchus aterrimus (Günther, 1867)
- Ostorhinchus atrogaster (H. M. Smith & Radcliffe, 1912)[3]
- Ostorhinchus aureus (Lacépède, 1802)
- Ostorhinchus brevispinis (T. H. Fraser & J. E. Randall, 2003)
- Ostorhinchus bryx (T. H. Fraser, 1998)
- Ostorhinchus capricornis (G. R. Allen & J. E. Randall, 1993)
- Ostorhinchus cavitensis (D. S. Jordan & Seale, 1907)
- Ostorhinchus chalcius (T. H. Fraser & J. E. Randall, 1986)
- Ostorhinchus cheni (Hayashi, 1990)
- Ostorhinchus chrysopomus (Bleeker, 1854)
- Ostorhinchus chrysotaenia (Bleeker, 1851)
- Ostorhinchus cladophilos (G. R. Allen & J. E. Randall, 2002)
- Ostorhinchus compressus (H. M. Smith & Radcliffe, 1911)
- Ostorhinchus cookii (W. J. Macleay, 1881)
- Ostorhinchus cyanosoma (Bleeker, 1853)
- Ostorhinchus cyanotaenia (Bleeker, 1853)
- Ostorhinchus dispar (T. H. Fraser & J. E. Randall, 1976)
- Ostorhinchus diversus (H. M. Smith & Radcliffe, 1912)
- Ostorhinchus doederleini (D. S. Jordan & Snyder, 1901)
- Ostorhinchus endekataenia (Bleeker, 1852)
- Ostorhinchus fasciatus (G. Shaw, 1790)
- Ostorhinchus flagelliferus J. L. B. Smith, 1961
- Ostorhinchus flavus (G. R. Allen & J. E. Randall, 1993)
- Ostorhinchus fleurieu Lacépède, 1802
- Ostorhinchus franssedai (G. R. Allen, Kuiter & J. E. Randall, 1994)
- Ostorhinchus fukuii (Hayashi, 1990)
- Ostorhinchus griffini (Seale, 1910)
- Ostorhinchus gularis (T. H. Fraser & Lachner, 1984)
- Ostorhinchus hartzfeldii (Bleeker, 1852)
- Ostorhinchus hoevenii (Bleeker, 1854)
- Ostorhinchus holotaenia (Regan, 1905)
- Ostorhinchus ishigakiensis (H. Ida & Moyer, 1974)
- Ostorhinchus jenkinsi (Evermann & Seale, 1907)
- Ostorhinchus kiensis (D. S. Jordan & Snyder, 1901)
- Ostorhinchus komodoensis (G. R. Allen, 1998)
- Ostorhinchus leptofasciatus (G. R. Allen, 2001)
- Ostorhinchus leslie J. K. Schultz & J. E. Randall, 2006
- Ostorhinchus limenus (J. E. Randall & Hoese, 1988)
- Ostorhinchus lineomaculatus (G. R. Allen & J. E. Randall, 2002)
- Ostorhinchus luteus (J. E. Randall & Kulbicki, 1998)
- Ostorhinchus maculiferus (A. Garrett, 1864)
- Ostorhinchus magnifica (Seale, 1910)
- Ostorhinchus margaritophorus (Bleeker, 1855)
- Ostorhinchus melanoproctus (T. H. Fraser & J. E. Randall, 1976)
- Ostorhinchus melanopterus (Fowler & B. A. Bean, 1930)
- Ostorhinchus microspilos (G. R. Allen & J. E. Randall, 2002)
- Ostorhinchus moluccensis (Valenciennes, 1832)
- Ostorhinchus monospilus (T. H. Fraser, J. E. Randall & G. R. Allen, 2002)
- Ostorhinchus multilineatus (Bleeker, 1874)
- Ostorhinchus mydrus (D. S. Jordan & Seale, 1905)
- Ostorhinchus nanus (G. R. Allen, Kuiter & J. E. Randall, 1994)
- Ostorhinchus neotes (G. R. Allen, Kuiter & J. E. Randall, 1994)
- Ostorhinchus nigricans (F. Day, 1875)
- Ostorhinchus nigripes (Playfair, 1867)
- Ostorhinchus nigrocinctus (H. M. Smith & Radcliffe, 1912)
- Ostorhinchus nigrofasciatus (Lachner, 1953)
- Ostorhinchus norfolcensis (J. D. Ogilby, 1888)
- Ostorhinchus notatus (Houttuyn, 1782)
- Ostorhinchus noumeae (Whitley, 1958)
- Ostorhinchus novemfasciatus (G. Cuvier, 1828)
- Ostorhinchus ocellicaudus (G. R. Allen, Kuiter & J. E. Randall, 1994)
- Ostorhinchus oxina (T. H. Fraser, 1999)
- Ostorhinchus oxygrammus (G. R. Allen, 2001)
- Ostorhinchus pallidofasciatus (G. R. Allen, 1987)
- Ostorhinchus pallidus G. R. Allen & Erdmann, 2017 [4]
- Ostorhinchus parvulus (H. M. Smith & Radcliffe, 1912)
- Ostorhinchus pleuron (T. H. Fraser, 2005)
- Ostorhinchus popur (Montrouzier, 1857)
- Ostorhinchus properuptus (Whitley, 1964)
- Ostorhinchus pselion (J. E. Randall, T. H. Fraser & Lachner, 1990)
- Ostorhinchus quinquestriatus (Regan, 1908)
- Ostorhinchus radcliffei (Fowler, 1918)
- Ostorhinchus regula (T. H. Fraser & J. E. Randall, 2003)
- Ostorhinchus relativus (J. E. Randall, 2001)
- Ostorhinchus rubrimacula (J. E. Randall & Kulbicki, 1998)
- Ostorhinchus rueppellii (Günther, 1859)
- Ostorhinchus schlegeli (Bleeker, 1855)
- Ostorhinchus sealei (Fowler, 1918)
- Ostorhinchus selas (J. E. Randall & Hayashi, 1990)
- Ostorhinchus semilineatus (Temminck & Schlegel, 1843)
- Ostorhinchus septemstriatus (Günther, 1880)
- Ostorhinchus sinus (J. E. Randall, 2001)
- Ostorhinchus spilurus (Regan, 1905)
- Ostorhinchus taeniophorus (Regan, 1908)
- Ostorhinchus unitaeniatus (G. R. Allen, 1995)
- Ostorhinchus urostigmus (Bleeker, 1874)
- Ostorhinchus victoriae (Günther, 1859)
- Ostorhinchus wassinki (Bleeker, 1861)
- Ostorhinchus wilsoni (Fowler, 1918)

## Galería

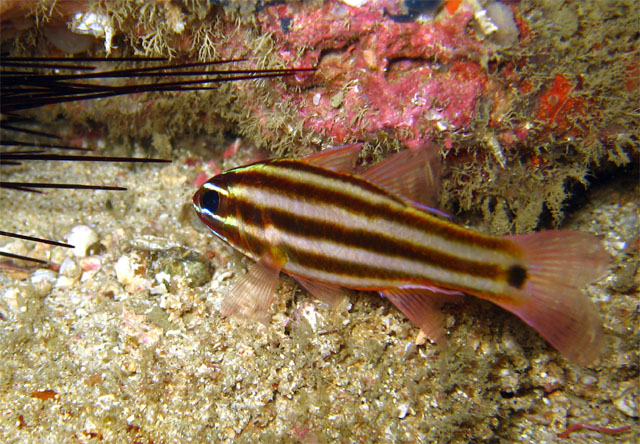
Ostorhinchus angustatus
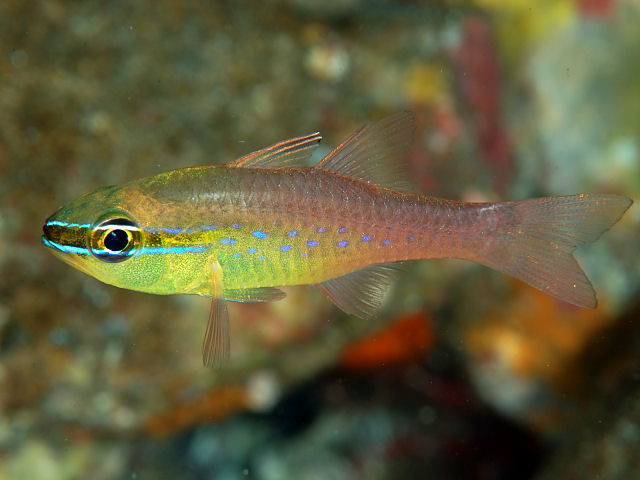
Ostorhinchus apogonoides
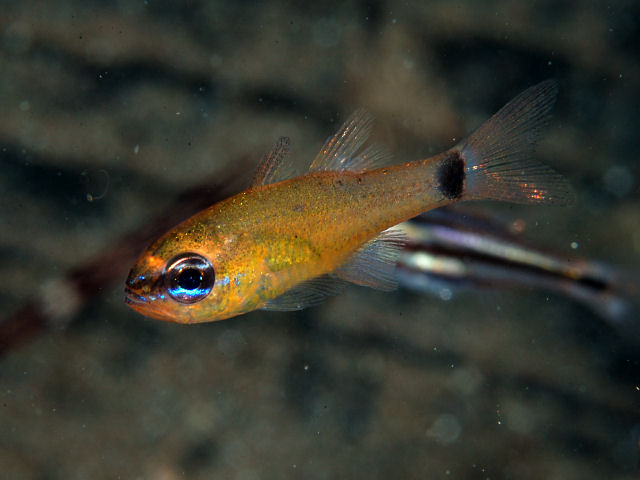
Ostorhinchus aureus
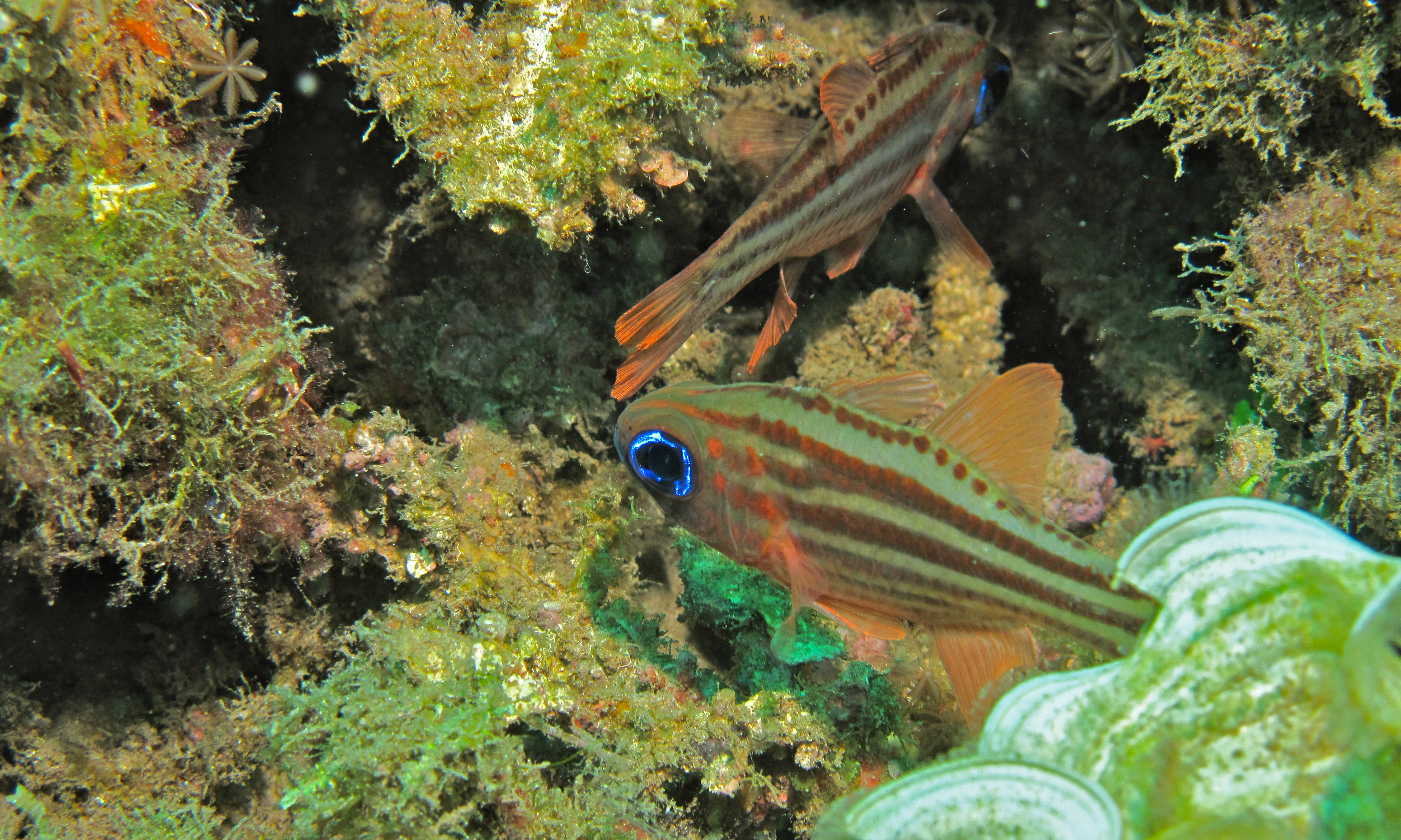
Ostorhinchus compressus
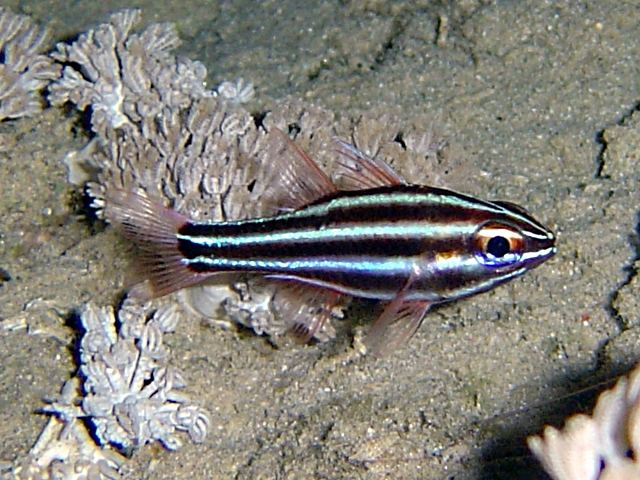
Ostorhinchus cookii
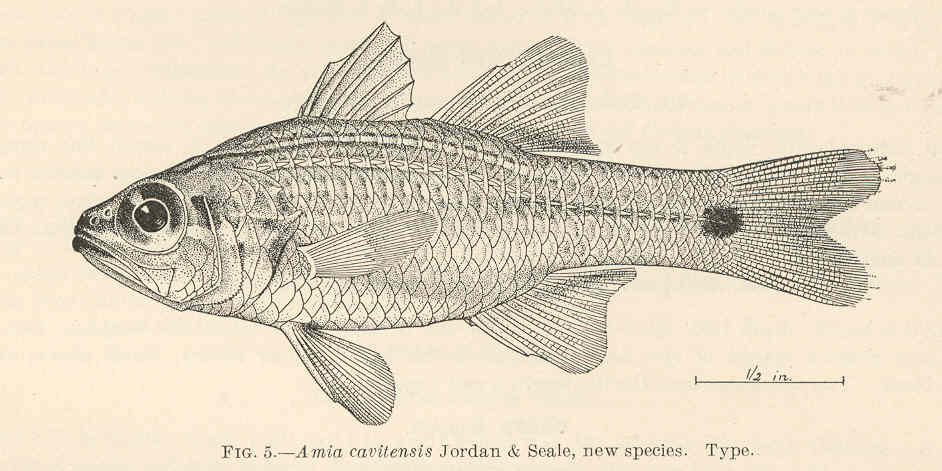
Ostorhinchus cavitensis

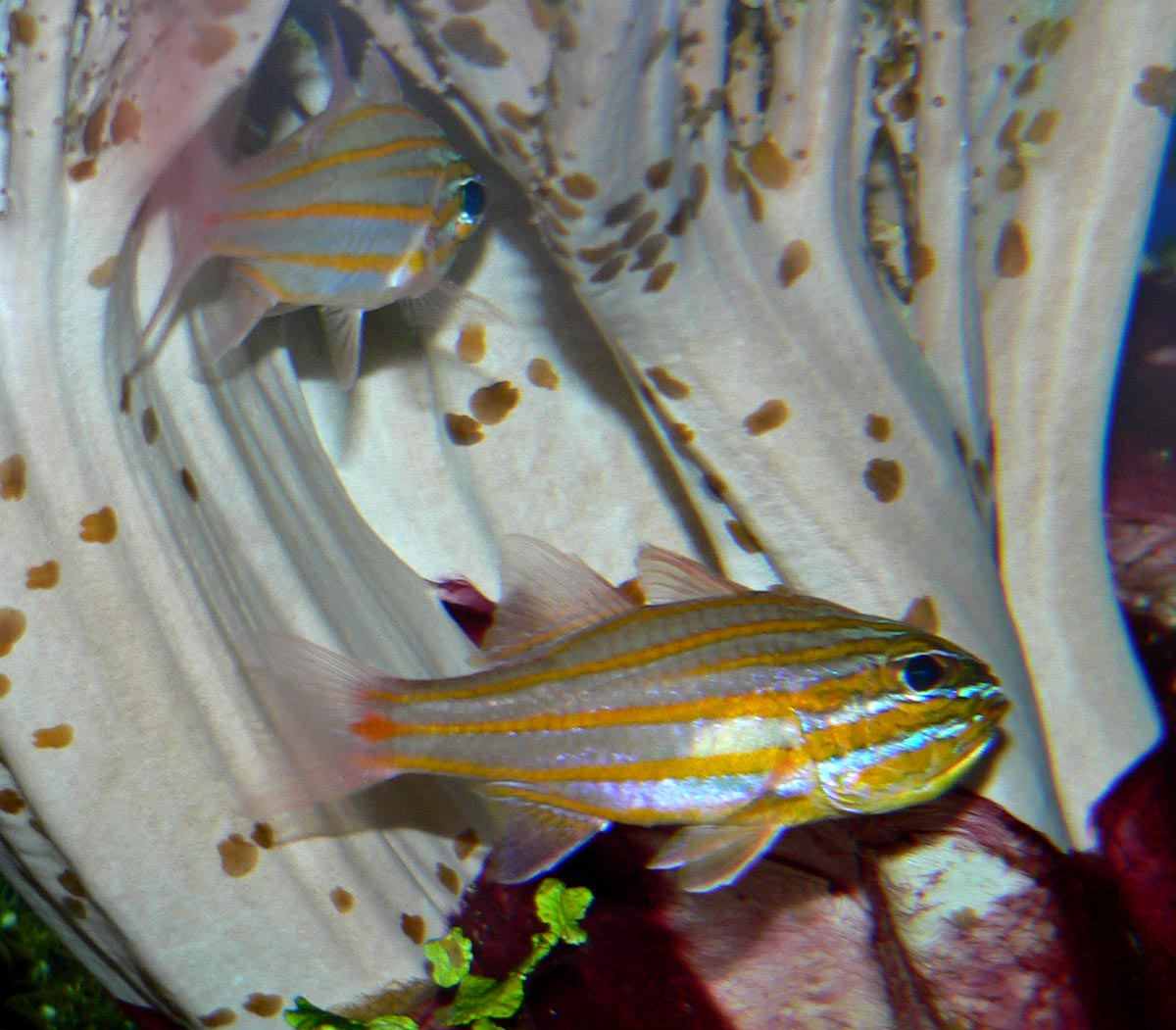
Ostorhinchus cyanosoma
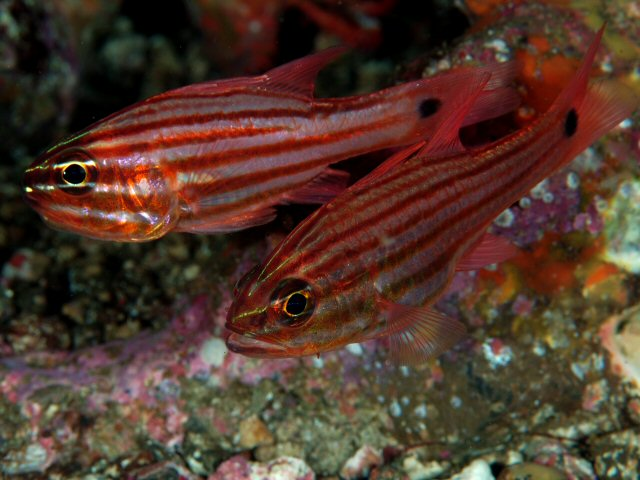
Ostorhinchus endekataenia
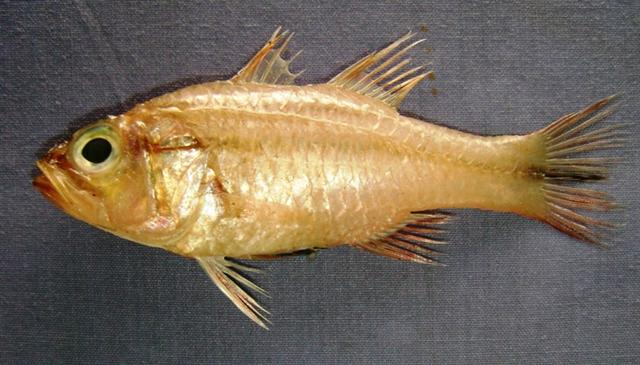
Ostorhinchus fasciatus
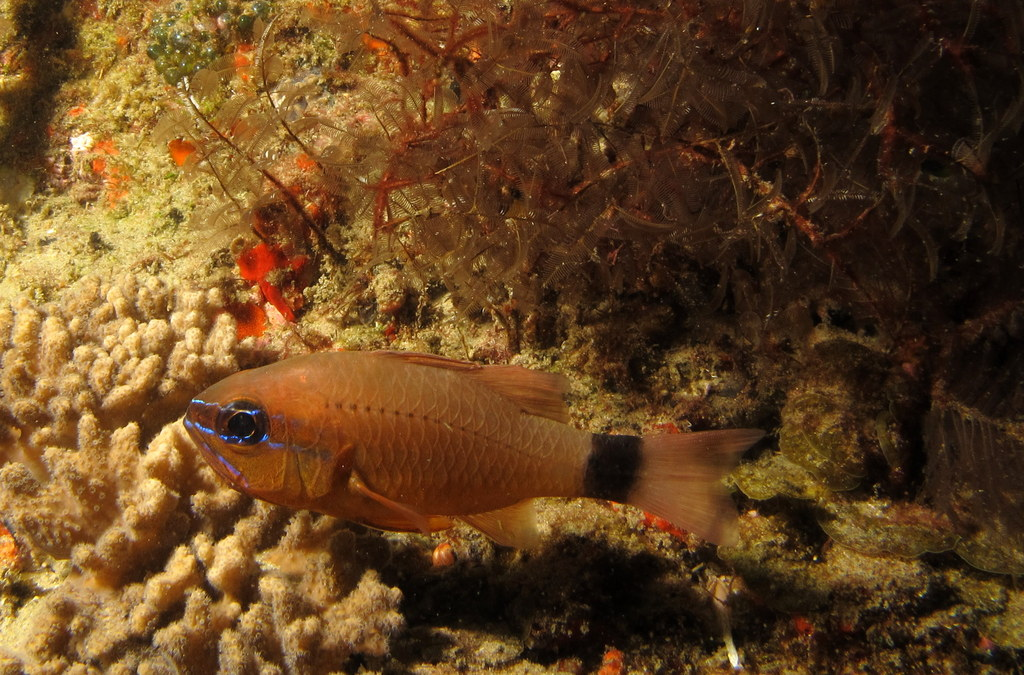
Ostorhinchus fleurieu
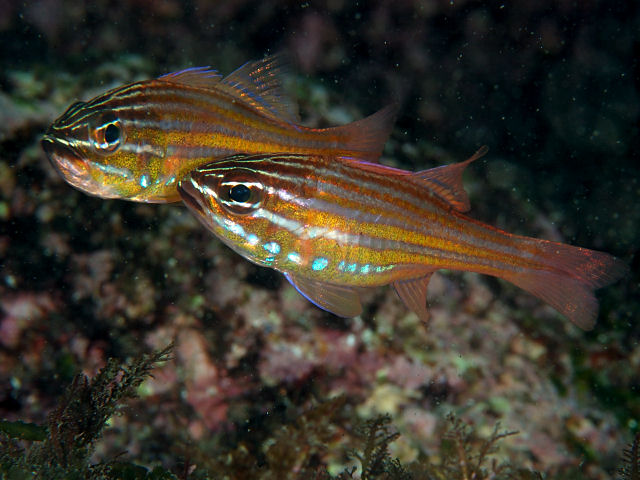
Ostorhinchus holotaenia
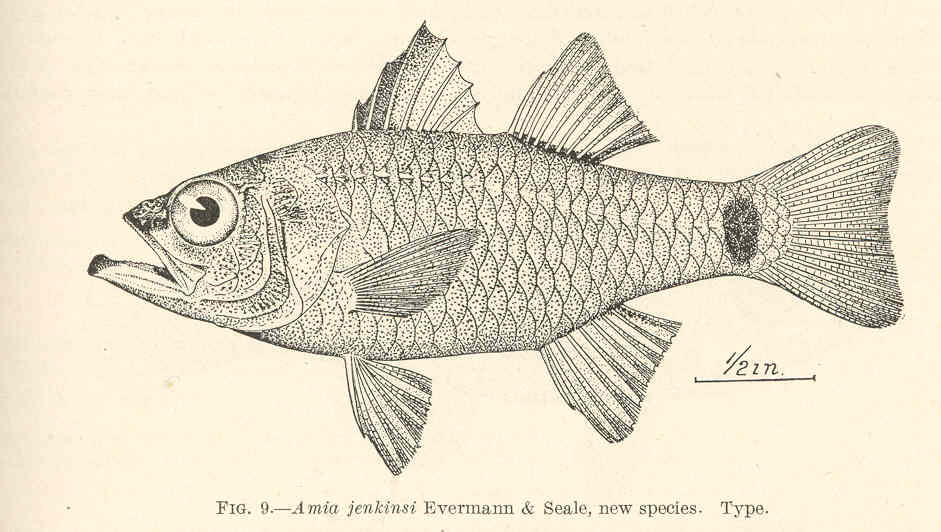
Ostorhinchus jenkinsi

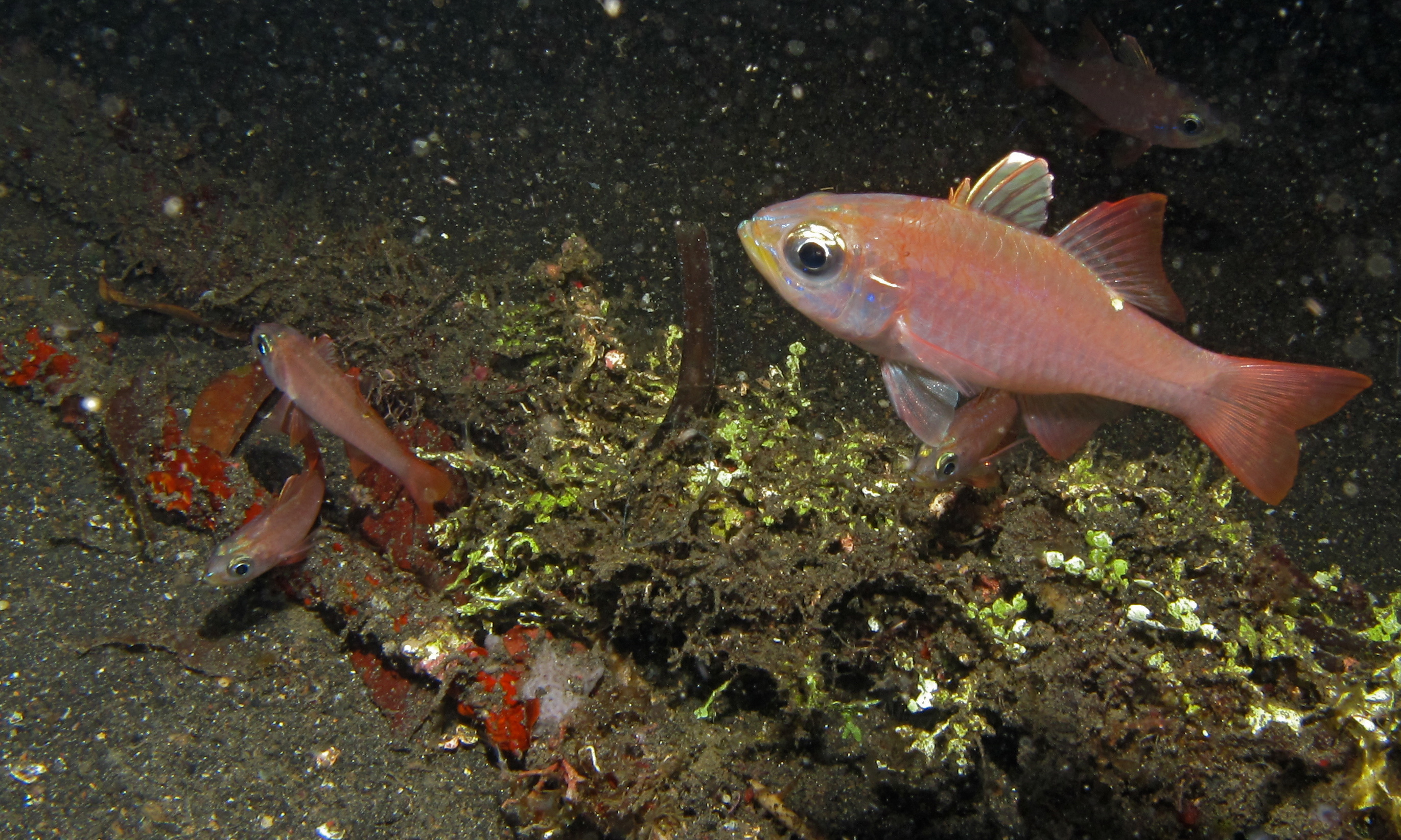
Ostorhinchus monospilus
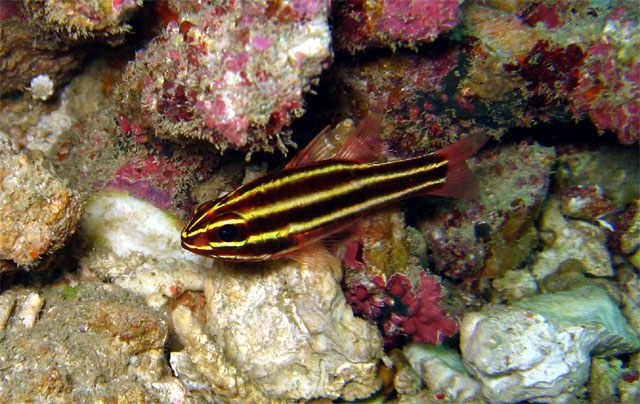
Ostorhinchus nigrofasciatus
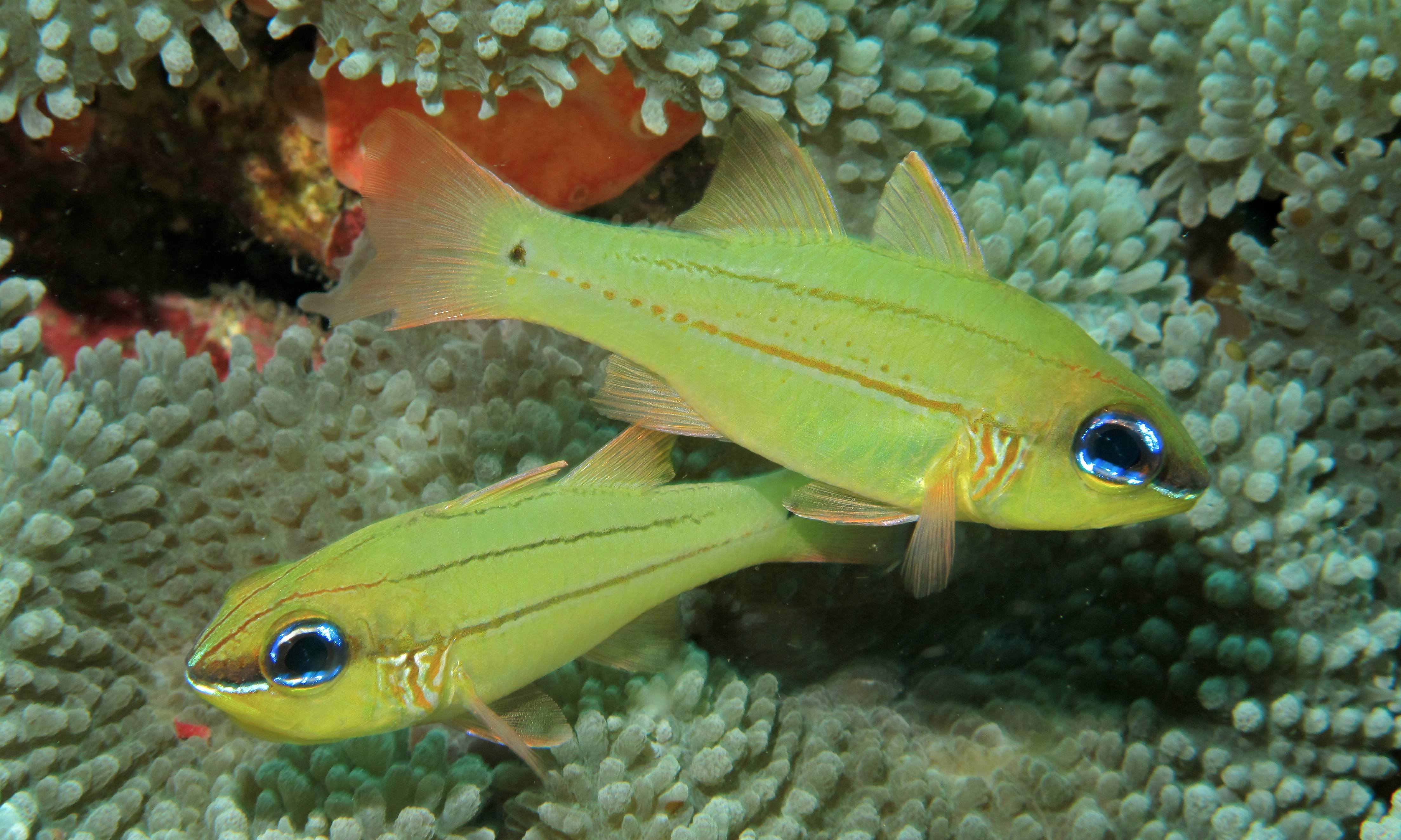
Ostorhinchus sealei
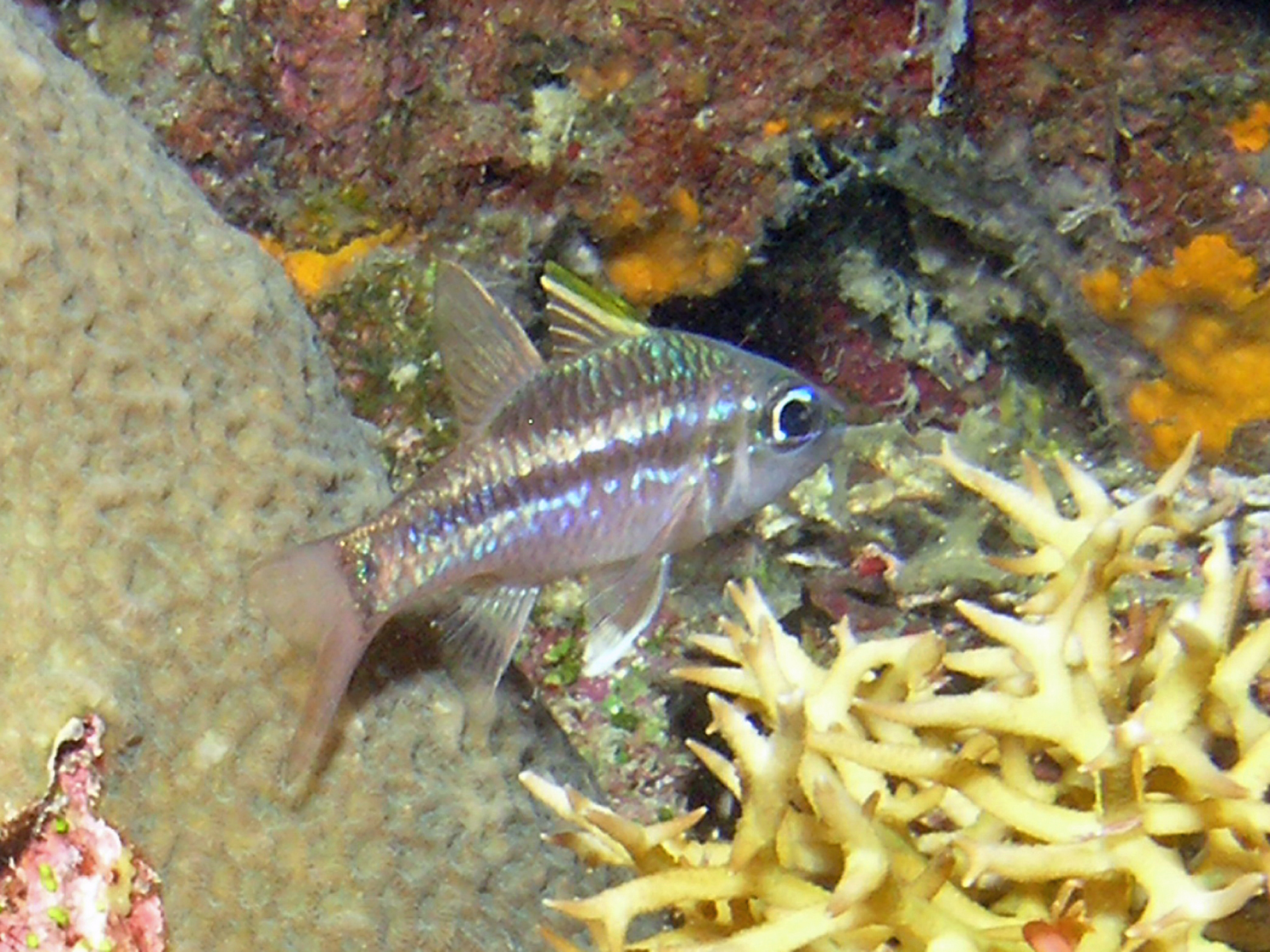
Ostorhinchus urostigmus
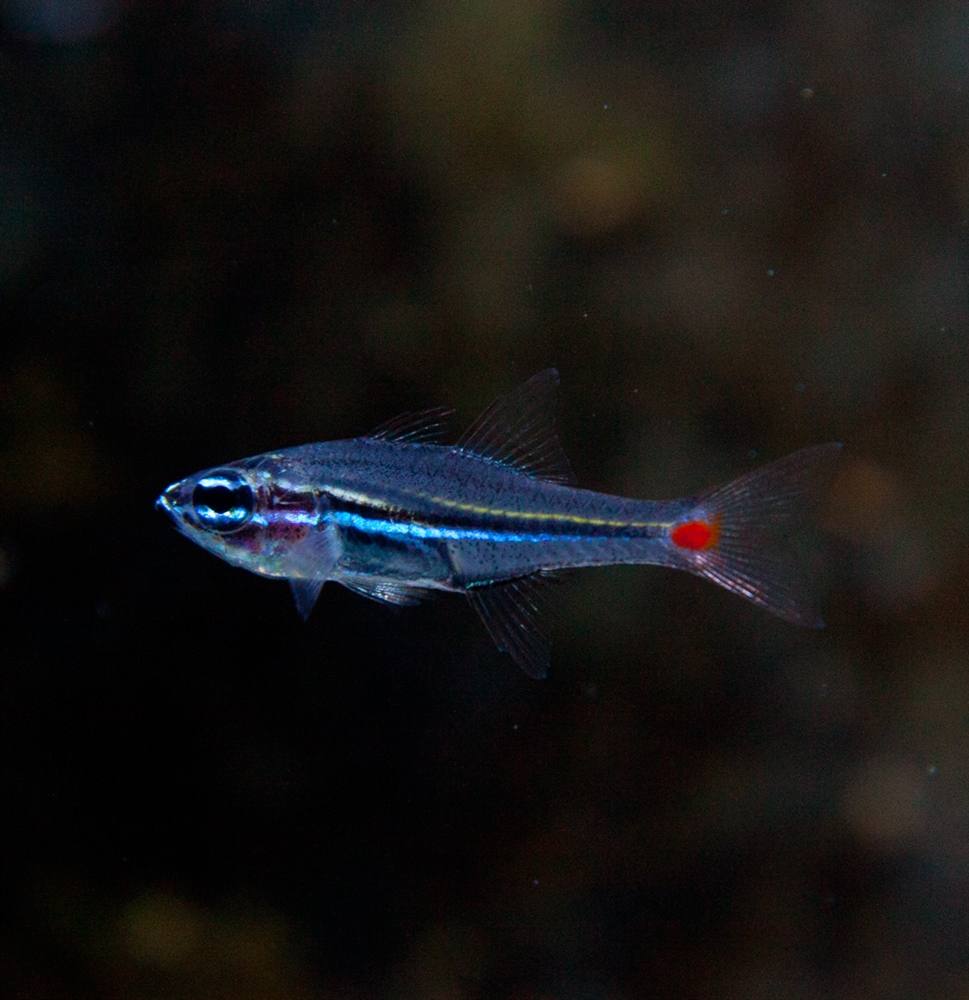
Ostorhinchus parvulus
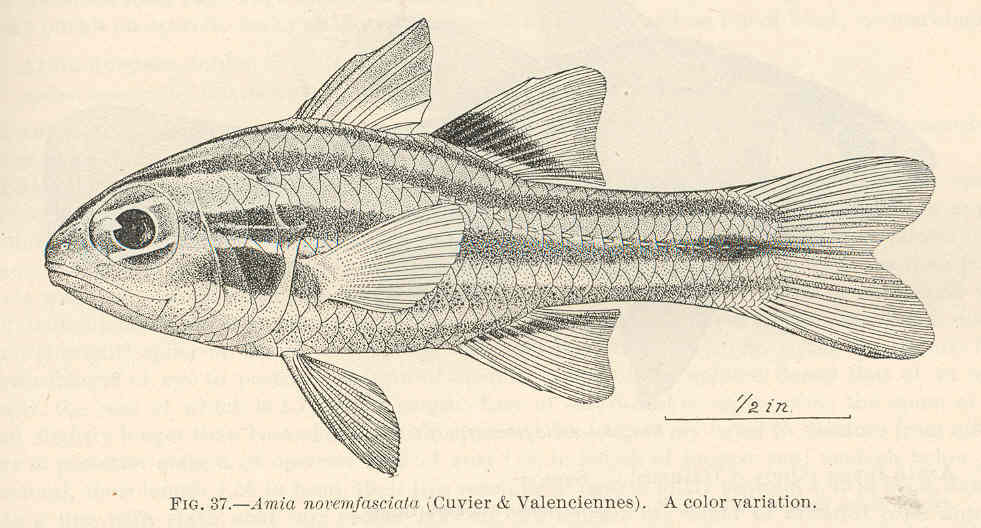
Ostorhinchus novemfasciatus